# Чемпионат России по дзюдо 2015
Чемпионат России по дзюдо 2015 года проходил с 9 по 13 сентября в Красноярске.

## Медалисты

### Мужчины
| Категория                   | Золото                                                    | Серебро                            | Бронза                                                                                 |
| --------------------------- | --------------------------------------------------------- | ---------------------------------- | -------------------------------------------------------------------------------------- |
| Наилегчайший вес (до 60 кг) | Сахават Гаджиев Свердловская область                      | Саян Хертек Москва                 | Альберт Монгуш Тыва Ислам Яшуев Чечня, Самарская область                               |
| Полулёгкий вес (до 66 кг)   | Абдула Абдулжалилов Дагестан                              | Якуб Шамилов Чечня                 | Тимур Темиров Санкт-Петербург Арби Демильханов Чечня                                   |
| Лёгкий вес (до 73 кг)       | Алексей Астафьев Красноярский край                        | Рустам Шевоцуков Адыгея            | Арсен Толасов Московская область, Северная Осетия Ондар Саян Тыва, Красноярский край   |
| Полусредний вес (до 81 кг)  | Сергей Рябов Москва                                       | Умар-Хажа Сулейманов Чечня         | Аслан Лаппинагов Московская область, Северная Осетия Станислав Семёнов Северная Осетия |
| Средний вес (до 90 кг)      | Пётр Хачиров Московская область, Северная Осетия          | Рустам Амирметов Тюменская область | Александр Григорьев Самарская область, Владимирская область Сайд-Эми Жамбеков Чечня    |
| Полутяжёлый вес (до 100 кг) | Казбек Занкишиев Тюменская область                        | Олег Ишимов Челябинская область    | Филипп Иванов Красноярский край Мераб Маргиев Северная Осетия                          |
| Тяжёлый вес (свыше 100 кг)  | Степан Саркисян Ставропольский край, Свердловская область | Антон Брачёв Севастополь           | Алексей Таскин Алтайский край Аслан Камбиев Москва                                     |

### Женщины
| Категория                   | Золото                                                    | Серебро                                                  | Бронза                                                                                 |
| --------------------------- | --------------------------------------------------------- | -------------------------------------------------------- | -------------------------------------------------------------------------------------- |
| Наилегчайший вес (до 48 кг) | Наталья Кондратьева Самарская область, Московская область | Кристина Румянцева Самарская область, Московская область | Ольга Титова Свердловская область Мария Персидская Самарская область                   |
| Полулёгкий вес (до 52 кг)   | Полина Молчанова Бурятия                                  | Антонина Кириевская Брянская область                     | Анна Пашина Красноярский край Айгуль Таштимирова Тюменская область                     |
| Лёгкий вес (до 57 кг)       | Анастасия Конкина Самарская область, Санкт-Петербург      | Татьяна Хоментовская Санкт-Петербург                     | Дарья Межецкая Самарская область Анастасия Белоиванова Москва                          |
| Полусредний вес (до 63 кг)  | Екатерина Валькова Краснодарский край                     | Дарья Давыдова Тюменская область                         | Ирина Громова Алтайский край Екатерина Оноприенко Пермский край                        |
| Средний вес (до 70 кг)      | Алёна Прокопенко Санкт-Петербург                          | Маргарита Гурциева Северная Осетия                       | Екатерина Денисенкова ХМАО Яна Крюкова Тюменская область                               |
| Полутяжёлый вес (до 78 кг)  | Вера Москалюк ХМАО                                        | Антонина Шмелёва Орловская область                       | Екатерина Ковылина Москва Алёна Качоровская Волгоградская область                      |
| Тяжёлый вес (свыше 78 кг)   | Анаид Мхитарян ХМАО                                       | Александра Бабинцева Москва                              | Наталья Соколова Красноярский край Александра Хомын Санкт-Петербург, Псковская область |

## Командный турнир
1. Сибирский федеральный округ;

2. Уральский федеральный округ;

3. Центральный федеральный округ;

3. Москва.

## Регионы

### Мужчины
1. Чечня;
2. Северная Осетия;
3. Тюменская область;
4. Красноярский край;

### Женщины
1. Самарская область;
2. Ханты-Мансийский автономный округ — Югра;
3. Тюменская область;
4. Краснодарский край;